# Dervişcemal
Dervişcemal ist ein Dorf (Köy) im Landkreis Hozat der türkischen Provinz Tunceli. Im Jahr 2011 hatte der Ort Dervişcemal 93 Einwohner.